# Мастриани, Гонсало
Гонсало Матиас Мастриани Борхес (исп. Gonzalo Mathías Mastriani Borges; род. 28 апреля 1993, Монтевидео) — уругвайский футболист, нападающий клуба «Атлетико Паранаэнсе».

## Клубная карьера
Мастриани — воспитанник клубов «Саус» и «Серро». 14 августа 2011 года в матче против «Серрито» он дебютировал в уругвайской Примере в составе последнего. В этом же поединке Гонсало забил свой первый гол за «Серро». В 2013 году Мастриани перешёл в итальянскую «Парму» и сразу же был отдан в аренду в «Кротоне». 28 сентября в матче против «Читтаделла» он дебютировал в итальянской Серии B.
В начале 2014 года Мастриани был арендован словенской «Горицей». 29 марта в матче против «Копера» он дебютировал в чемпионате Словении. 25 мая в поединке против «Целе» Гонсало забил свой первый гол за «Горицу».
В 2014 году Мастриани перешёл в португальский «Ольяненсе» на правах аренды. 5 октября в матче против дублёров «Порту» он дебютировал в Сегунда лиге. 11 января 2015 года в поединке против «Оливейренсе» Гонсало забил свой первый гол за «Ольяненсе». Летом того же года Мастриани вернулся на родину, став игроком клуба «Рентистас». 29 августа в матче против «Серро» он дебютировал за новую команду. 1 ноября в поединке против столичного «Ривер Плейта» Гонсало забил свой первый гол за «Рентистас». Летом 2016 года Мастриани на правах аренды перешёл в мексиканский «Тампико Мадеро». 30 июля в матче против Потрос УАЭМ он дебютировал в Ассенсо MX. 28 августа в поединке против «Лорос Универсидад» Гонсало забил свой первый гол за «Тампико Мадеро».
В 2017 году Мастриани перешёл в «Алебрихес де Оахака», но так и не дебютировал за клуб, подписал контракт с «Суд Америка». 19 февраля в матче против «Дефенсор Спортинг» он дебютировал за новую команду. 19 марта в поединке против «Пласа Колония» Гонсало забил свой первый гол за «Суд Америка». В 2018 году Мастриани перешёл в «Бостон Ривер». 3 февраля в матче против «Ривер Плейт» он дебютировал за новый клуб. 3 марта в поединке против «Серро» Гонсало забил свой первый гол за «Бостон Ривер».
В начале 2019 года Мастриани перешёл в эквадорский «Гуаякиль Сити». 9 февраля в матче против «Макары» он дебютировал в эквадорской Примере. 10 марта в поединке против «Фуэрса Амарилья» Гонсало забил свой первый гол за «Гуаякиль Сити». 25 августа в матче против «Мушук Руна» он сделал «покер». В начале 2021 года Мастриани перешёл в гуаякильскую «Барселону». 21 февраля в матче против «Манта» он дебютировал за новый клуб. 18 июля в поединке против «Макары» Гонсало забил свой первый гол за «Барселону». В 2022 году Мастриани подписал контракт с бразильским «Америка Минейро». 4 сентября в матче против «Коритибы» он дебютировал в бразильской Серии A. 29 сентября в поединке «Куябы» Гонсало забил свой первый гол за «Америку Минейро». В 2023 году игрок забил 9 мячей в Южноамериканском кубке, став его лучшим бомбардиром.
В начале 2024 года Мастриани подписал контракт с «Атлетико Паранаэнсе». 3 февраля в матче Лиги Паранаэнсе против ПСТС он дебютировал за основной состав. В этом же поединке Гонсало забил свой первый гол за «Атлетико Паранаэнсе».

## Достижения
Индивидуальные
- Лучший бомбардир Южноамериканского кубка (9 мячей) — 2023